# 亦列赤
亦列赤（?—?），元朝大臣，又作亦烈赤，元仁宗、元文宗时中书平章政事。
元武宗至大四年（1311年），元仁宗即位，亦列赤担任宣徽使，转任御史中丞。延祐五年（1318年），担任中书右丞。后来转任平章政事。元英宗即位，罢职。泰定帝命他掌管仁宗神御殿事。致和元年（1328年）七月，元泰定帝驾崩，他和佥枢密院事燕帖木儿在大都拥立怀王图帖睦尔即元文宗。亦列赤担任翰林学士承旨，征兵犒军，对抗倒剌沙在上都拥立的元天顺帝阿速吉八。不久，以御史中丞兼太禧院使，升任为御史大夫。至顺元年（1330年），再次担任中书平章政事。至顺二年（1331年），受命兼任沈阳等路安抚使。